# Derek Rawcliffe
 (février 2017).
Si vous disposez d'ouvrages ou d'articles de référence ou si vous connaissez des sites web de qualité traitant du thème abordé ici, merci de compléter l'article en donnant les références utiles à sa vérifiabilité et en les liant à la section « Notes et références ».
Derek Rawcliffe (né le 8 juillet 1921 à Manchester, au Royaume-Uni et décédé le 1er février 2011 à Leeds) est un évêque anglican britannique. 

## Biographie
Ordonné prêtre anglican en 1944, Derek Rawcliffe part comme missionnaire aux îles Salomon et devient archidiacre de Mélanésie du Sud en 1953. En 1975, il est nommé premier évêque des Nouvelles-Hébrides et le reste jusqu'en 1980. 
Revenu au Royaume-Uni, il devient évêque de Glasgow et Galloway, en Écosse. Ayant quitté son diocèse en 1991, il devient évêque honoraire de Ripon. 
En 1995, il est l'objet d'une vive polémique quand il annonce publiquement son homosexualité à la télévision. Il devient alors le premier évêque anglican ouvertement homosexuel.